# Ферера ди Варезе
Ферѐра ди Варѐзе (на италиански: Ferrera di Varese; на ломбардски: Farèra, Фарера) е село и община в Северна Италия, провинция Варезе, регион Ломбардия. Разположено е на 299 m надморска височина. Населението на общината е 716 души (към 2017 г.).